# 14232 Curtismiller
14232 Curtismiller è un asteroide della fascia principale. Scoperto nel 1999, presenta un'orbita caratterizzata da un semiasse maggiore pari a 2,5809309 UA e da un'eccentricità di 0,1137511, inclinata di 11,20320° rispetto all'eclittica.